# 第十五代诺福克公爵亨利·菲茨艾伦-霍华德
第十五代诺福克公爵亨利·菲茨艾伦-霍华德 KG GCVO VD PC（Henry Fitzalan-Howard, 15th Duke of Norfolk；1847年12月27日—1917年2月11日），1856年之前被称为马尔特拉弗斯勋爵（Lord Maltravers），1856年至1860年间被称为阿伦德尔和萨里伯爵（Earl of Arundel and Surrey），英国保守党政治家，1895年至1900年间担任邮政大臣，也以其慈善事业为后人铭记。

## 生平
他是第十四代诺福克公爵的长子。1860年11月25日，父亲去世，他继承爵位，也顺便成为该爵位自带的司礼大臣。
1895年，他进入枢密院，被索尔兹伯里勋爵任命为邮政大臣，直至1900年初因参加第二次布尔战争辞职。1895年，他还上任谢菲尔德市长，1900年11月成为威斯敏斯特第一任市长。
1900年，53岁的他作为帝国义勇骑兵队中校前往南非参加第二次布尔战争，在比勒陀利亚附近负伤，之后回国。1913年，他作为皇家苏塞克斯团第4营指挥官退役。

## 荣誉
他于1886年获封嘉德骑士，1902年8月11日获皇家维多利亚骑士勋章。

## 慈善事业
作为诺福克公爵的传统，诺福克信奉天主教，而非英格兰教会。他赞助修造了数座天主教教堂，如阿伦德尔大教堂、圣约翰大教堂。
他创办了剑桥大学圣埃德蒙学院，也曾给谢菲尔德大学捐款，并于1905年至1917年间担任该校首任校监。